# Asterix som gladiator

Asterix och Obelix tar värvning och får lov att byta ut sina bevingade galliska hjälmar mot romerska motsvarigheter.

Asterix som gladiator (fr. Astérix gladiateur) är det fjärde albumet i serien om Asterix. Serirna publicerades ursprungligen 22 mars 1962-10 januari 1963. Albumet publicerades 1964 i Frankrike och 1973 i Sverige. Manuset är skrivet av René Goscinny och tecknat av Albert Uderzo.

## Handling
Galliens prefekt Caligula Nesenius besöker det romerska lägret Compendium. Han ska träffa Julius Caesar i Rom och vill överräcka en gåva – någon av de obetvingliga gallerna. Lägrets centurion Gracchus Castrianus vet att en sådan fångar man inte så lätt men skickar ut en patrull för att fånga den mest ofarliga – barden Troubadix.
Troubadix infångas. När byn får veta samlas alla och får en slurk av druidens magiska dryck. Strax därefter anfalls romarnas läger men då är det för sent. Prefekten har redan gett sig iväg med sin fånge. På den romerska galären ber Troubadix att få sjunga för galärslavarna så att de slipper det enformiga trummandet som håller takten. Han hinner dock inte sjunga länge innan slavarna lovar att öka farten bara de slipper höra sången.
Asterix och Obelix bestämmer sig för att befria barden och ger sig ned till stranden där de får lift av ett feniciskt handelsskepp. På galären rors fartyget av delägare som inte läste kontraktet så noga och när ett piratskepp närmar sig vill de omförhandla avtalet innan de vill strida mot piraterna. Det blir därför Asterix och Obelix som får ta itu med piraterna.
I Rom tar Caesar emot gåvan men när prefekten gått skickar Caesar efter sin gladiatortränare Caius Trubbius. Tränaren förklarar att den galliske barden är alldeles för smal och vek för att bli gladiator så Caesar bestämmer att Troubadix får bli lejonmat istället.
När Asterix och Obelix kommer till den eviga staden går de till en gallisk restaurang för att få höra om någon vet något. Restaurangägaren Massormetrix ber de att komma hem till honom på kvällen för att få veta mera. De galliska vännerna går därefter till ett badhus. Av en händelse sitter Caius Trubbius där och inser att de två vore perfekta som gladiatorer.
Senare hemma hos Massormetrix får de veta att Troubadix ska kastas till lejonen några dagar senare vid gladiatorspelen på Circus Maximus. När de går därifrån försöker några av Caius Trubbius' män kidnappa dem, naturligtvis utan att lyckas. Asterix och Obelix försöker hitta Troubadix men han sitter kedjad i en cell i gladiatorskolan. Asterix och Obelix bestämmer sig därför för att bli gladiatorer och tar kontakt med Caius Trubbius.
På gladiatorskolan ställer de till oreda, slåss inte reglementsenligt och lär de andra gladiatorerna en fånig lek istället för att slåss. När det är dags för gladiatorspelen får Asterix och Obelix rycka in och delta i hästkapplöpningarna, som de vinner. När de utsvultna lejonen släpps för att äta upp Troubadix stämmer han upp en sång som snabbt skrämmer bort lejonen och får publiken på läktarna att fly.
När det är dags för gladiatorerna börjar de leka lekar. Men Caesar kräver att de slåss och Asterix ber då Caesar att låta skicka in sina bästa trupper för att slåss mot Asterix och Obelix. Det blir förstås ett jätteslagsmål som Asterix och Obelix vinner. Men publiken hurrar och det är det viktigaste för Caesar.
Asterix ber som en ynnest att de tre gallerna ska få återvända till Gallien och att de övriga gladiatorerna släpps fria. I hamnen väntar det feniciska skeppet på att föra dem tillbaka och den här gången är det Caius Trubbius som får ro ensam. När det kommer hem igen blir det som vanligt en stor byfest.

## Övrigt
- Detta äventyr är det första där Troubadix sjunger.  Det är också det första album där de olycksförföljda piraterna medverkar.
- De sånger som Troubadix sjunger i den engelska översättningen är kända schlagers med lätt förklädd text
  - Maybe it's because I'm Armorican, that I love Armorica so (schlagern Maybe it's Because I'm a Londoner)
  - I'm only a bard in a gilded cage (schlagern She's only a bird in a gilded cage)
  - Farewell and adieu to you fair Celtic ladies, farewell and adieu to you ladies of Gaul (schlagern Spanish Ladies)
  - Love is a menhir splendid thing
  - Roman in the glomin (schlagern Roamin' in the gloamin)